# Nieppe
Nieppe è un comune francese di 7 781 abitanti situato nel dipartimento del Nord nella regione dell'Alta Francia.
Ha dato i natali alla cantante ed attrice Line Renaud.

## Società

### Evoluzione demografica
Abitanti censiti